# Toqsan bi
Toqsan bi (Тоқсан би; in russo Токсан би?, Toksan bi, fino al 2006 Западное – Zapadnoe) è un centro abitato del Kazakistan, sito nel distretto di Ǵabıt Músirepov.

## Infrastrutture e trasporti
Toqsan bi è un importante nodo stradale, posto lungo la strada europea E123, e all'origine delle strade europee E016 ed E019.